# Манжен, Жозеф Эмиль
Жозе́ф Эми́ль Манже́н (фр. Joseph Émile Mangin; 19 марта 1867, Арс-сюр-Мозель — 11 ноября 1941, Юзе) — французский генерал, участник Первой мировой войны.

## Биография
Сын Никола Луи Манжена и Маргаритт Реми. Окончил  военную школу Сен-Сир, получив звание лейтенанта. С 1895 по 1896 годы принимал участие в войне на Мадагаскаре. С 1903 года проходил службу в Алжире, с 1905 — в Конго, где находился под командованием Пьера Саворньяна де Бразза. С 1907 по 1912 годы командовал туземными войсками в Марокко, причём в 1907 году руководил обороной французского консульства в Касабланке при беспорядках, вызванных убийством европейских рабочих; в 1912 году — руководитель французской военной миссии в Фесе. После этого вернулся во Францию.
С началом Первой мировой войны в 1914 году принимал в ней активное участие. В том же году участвовал в Динанской битве на территории Белигии, затем — в Арденнской операции и в Битве при Марне. 4 сентября 1914 года Манжену было присвоено звание полковника. В 1915—1916 годах командовал войсками во время Первого сражения в Шампани, в 1916—1917 годах — во время Битвы на Сомме. 8 августа 1916 года Манжену было присвоено генеральское звание. В 1917 году принимал участие в сражениях в Уазе, в 1918 году — в Четвёртом сражении в Шампани. 
После окончания Первой мировой войны, в 1919 году Манжену было присвоено звание дивизионного генерала. В 1920 году принимал участие в Военной интервенции в России. В 1921 году присвоено звание корпусного генерала. С 1921 по 1924 годы — командующий XV военным округом в департаменте Приморские Альпы, после чего вышел в отставку. В 1925 году приобрёл замок в департаменте Ардеш, в коммуне Юзе, где поселился в 1929 году. С того же года и до своей смерти многократно избирался мэром Юзе. Скончался в Юзе 11 ноября 1941, похоронен на местном кладбище.

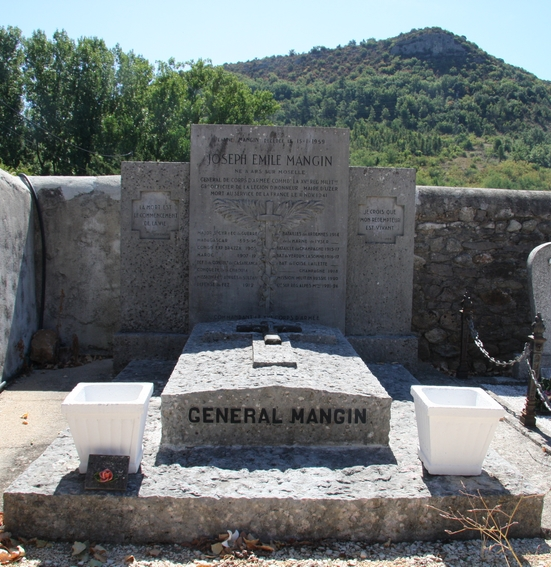
Могила генерала Манжена в Юзе

## Награды
- 12 июля 1904 — кавалер Ордена Почётного легиона[3].
- 11 июля 1908 — офицер Ордена Почётного легиона[3].
- 15 сентября 1915 — командор Ордена Почётного легиона[3].
- 10 июля 1926 — великий офицер Ордена Почётного легиона[3].